# (196540) Weinbaum
(196540) Weinbaum est un astéroïde de la ceinture principale.

## Description
(196540) Weinbaum est un astéroïde de la ceinture principale. Il fut découvert par Bernard Christophe le 31 juillet 2003 à l'observatoire de Saint-Sulpice. Il présente une orbite caractérisée par un demi-grand axe de 2,73 UA, une excentricité de 0,268 et une inclinaison de 8,46° par rapport à l'écliptique.
Il fut nommé en hommage à Stanley G. Weinbaum, écrivain américain de science-fiction.

## Compléments